# Wellington (Afrique du Sud)
Pour les articles homonymes, voir Wellington (homonymie).
Wellington est une ville située sur les bords du fleuve Berg, dans la province du Cap-Occidental dans le sud-ouest de l’Afrique du Sud. Elle est gérée par la municipalité locale de Drakenstein.

## Localisation
Wellington est située à 13 km au nord de la ville de Paarl via Jan Van Riebeeck Drive et à 72 km au nord-est de la ville du Cap via la route nationale 1 et la route 44. 

## Quartiers
Wellington comprend 12 quartiers : Berg-En-Dal, Drommedaris, Hillcrest, Newtown, Newtown-Wes, Van Wyks Vlei, Wellington Central, Wellington East, Wellington North, Wellington SP1, Wellington SP2 et Wellington SP3. 
Le township de Mbekweni (30 875 habitants), situé au sud de la ville, n'est pas incorporé dans Wellington mais est directement rattaché à la municipalité de Drakenstein.

## Démographie
Selon le recensement de 2011, la ville de Wellington compte 55 543 habitants (67,33% de coloureds, 16,18% de noirs et 15,43% de blancs). 
L'afrikaans est la première langue maternelle de la population locale (81,22%) devant l'isiXhosa (10,68%).

## Histoire

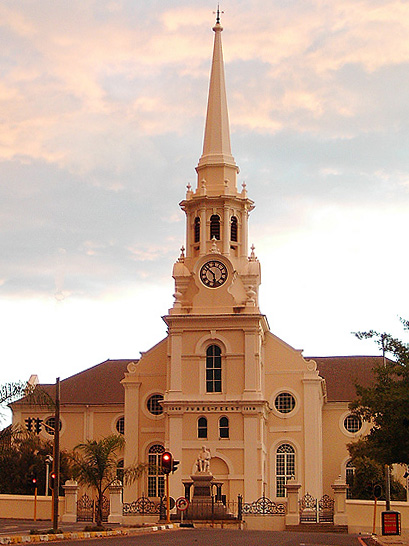
Moederkerk, Wellington

Les premiers habitants permanents de la région furent des huguenots français qui, pour fuir la répression anti-protestante en France suivant la révocation de l’Édit de Nantes (1685), arrivèrent en Afrique du Sud en 1688, via la Hollande, qui possédait la colonie du Cap, après qu’on leur eut promis des terres sur lesquelles ils devraient cultiver la vigne. La région s’appela d’abord Limiet Valley (la vallée de la frontière en néerlandais), puis Val du Charron (Wagenmakersvallei) sous l’influence des Français. Son nom fut changé en 1840 lorsqu’elle accéda au statut de ville, pour honorer le général britannique vainqueur des Français à Waterloo.

## Économie
L’économie de la ville et de sa région, les Cape Winelands,  est presque entièrement organisée autour de la culture de la vigne, sise au cœur des montagnes, au pied du Groenberg.

## Sports
La ville abrite les rugbymen du Boland qui évoluent en Currie Cup.

## Plantes
La très rare plante carnivore Drosera regia se trouve qu'à une cinquantaine d'exemplaires en deux sites à proximité de la ville, à Bainskloof Range.

## Personnalités liées à la ville
- Tania Leon (1945-1996), militante anti-apartheid, y est née.